# Союз товариств Червоного Хреста і Червоного Півмісяця СРСР
Союз Товариств Червоного Хреста І Червоного Півмісяця СРСР — громадська благодійна гуманітарна організація, яка є учасником міжнародного Руху Червоного Хреста і Червоного Півмісяця, була заснована 1923 року, шляхом об’єднання національних товариств країн учасниць СРСР.

## Історія
1923 року голови товариств Червоного Хреста Росії, України, Білорусі, Вірменії, Грузії і Червоного Півмісяця Азербайджану підписали декларацію про об'єднання і було створено Союз товариств Червоного Хреста і Червоного Півмісяця СРСР (Радянський Червоний Хрест), який став членом міжнародної організації Червоного Хреста.
У 20-ті роки одним з напрямків Червоного Хреста стала протидія інфекційним хворобам (туберкульозу, венеричних захворювань, трахоми). Була створена мережа лікувально-профілактичних закладів, госпіталів, пологових будинків, амбулаторій. У Сибіру велась боротьба з епідемією віспи.
У 1924 році Союз Товариств Червоного Хреста і Червоного Півмісяця створює ‘’Службу здоров’я юних піонерів’’. Відкриваються дитячі санаторії, лікарські кабінети, пункти першої допомоги, проводиться санітарно-просвітницька діяльність. У 1925 році за ініціативою Червоного Хреста відкривається дитячий санаторій ‘’Артек’’.
У 1927 році створюється перший санітарний літак, що допомагало Червоному Хресту надавати екстрену гуманітарну допомогу населенню у віддалених та важкодоступних районах. Проводиться навчання бортових лікарів та медсестер, а також медсестер-парашутисток. 
На початку 1930-х років Червоний Хрест УРСР мав у своїй власності 119 медичних, 206 профілактичних та дитячих закладів, четверту частину всіх протитуберкульозних диспансерів, 36 оздоровчих установ, 800 лазень, 300 фельдшерсько-акушерських пунктів, 400 аптек і магазинів санітарії та гігієни. Працювали загони санітарної авіації, підготовлювались сестри милосердя, санітарні дружинниці та інструктори, розгорнулося навчання населення у гуртках першої допомоги.
З початком індустріалізації, понад тисячу санітарних дружин і 20 тис. санпостів Товариства провели активну боротьбу з виробничим травматизмом, не залишаючи осторонь медико-соціальне забезпечення громадян. З ініціативи Товариства будуються лазні, пральні, пологові будинки, обладнуються ясла та майданчики. На кошти Товариства Червоного Хреста відкривається 36 оздоровчих закладів, з’являється перший у світі корабель-санаторій на Дніпрі, та санітарні поїзди.
У 1938 році 6111 закладів Червоного Хреста було передано Наркомату охорони здоров’я СРСР. Було безкоштовно передано 8 лікарень, 50 поліклінік, 33 зуботехнічні лабораторії, 144 аптеки, 17 медичних закладів, 62 дезінфекційних бюро, підприємства медичного обладнання в Києві, Полтаві, Вінниці, Одесі, Харкові, Запоріжжі. 

### Друга світова війна
Під час Другої світової війни товариство підготувало і направило на фронт понад сто тисяч медичних сестер, санінструкторів та сандружинниць, завдяки чому вдалося повернути у бойові частини більше половини поранених. Медичні сестри допомагали солдатам незалежно від армії, до якої вони належать, виконуючи обов'язок медичного працівника. Роботу тринадцяти українських сестер милосердя під час бойових дій відзначений медаллю імені Флоренс Найтінгейл. Крім них, ще тисячі дівчат та жінок, які під час війни закінчили курси медсестер і санінструкторів, добровільно пішли на фронт.
У тилу осередки Червоного Хреста значну увагу приділяли не лише підготовці санітарних інструкторів та медсестер, але й збиранню крові для забезпечення нею шпиталів. Перший донорський пункт було відкрито в червні 1941 року в Києві на вулиці Виноградній. Саме Червоний Хрест тоді став ініціатором безоплатного донорства, яке і на наш час дає можливість медичним закладам оперативно надавати допомогу в екстремальних ситуаціях. За часи війни на фронт було відправлено близько 2 млн. літрів донорської крові. Донорами стали 5,5 млн. людей, з них 90% - жінки. Для шпиталів було відправлено понад 165 тон продуктів харчування, було пошито 940 тон білизни. 
Наприкінці 1943 року у Києві відновлює роботу Київський медичний інститут, у якому розпочав свою діяльність вузівський комітет Червоного Хреста. Комітет займався протиепідеміологічною і профілактичною роботою в Києві, донорською допомогою госпіталям, турботою про хворих, дітей. Очолював інститут Л.І.Медведь, за його закликом загони студентів-волонтерів розпочинають відбудову цього закладу, дитячих та акушерсько-гінекологічних клінік інституту, клінічних відділень для породіль.З Червоним Хрестом співпрацюють науковці-академіки М. Семашко, О. Богомолець, Л. Громашевський, О. Марзєєв, М. Стражеско.
Станом на 1944 рік було організовано 30 санітарно-епідеміологічних загонів, які діяли у звільнених районах України, Білорусії, Молдови. Вони займалися медичним обстеженням населення, санітарним контролем будинків, колодязів, столових. В березні 1945 року було створено Довідкове бюро  переміщених осіб, яке допомагало відновлювати родинні зв’язки, та шукати зниклих під час війни родичів та близьких. У серпні 1945 року Україна входить до складу ЮНРРА - міжнародного органу допомоги та відбудови, що діє спільно з ООН. Л. Медведь активно працює у складі делегації УРСР  на сесіях ЮНРРА, згодом в ООН та новоствореній Всесвітній організації охорони здоров’я, а невдовзі стає міністром охорони здоров’я України.     

### Післявоєнні часи
У повоєнні роки для Червоного Хреста важливе значення отримало продовження зміцнення зв'язків і співпраці з органами й установами здоров'я та залучення широких мас до участі в заходах щодо ліквідації санітарних наслідків війни.
в 1945-1949 роках санітарно-епідеміологічні загони Радянського Червоного Хреста боролися з чумою в Маньчжурії, протистояли спалаху тифу в Польщі, а також осередками холери, віспи та інших інфекційних захворювань в КНДР. У 1946 році в різних містах Північної Кореї Радянський Червоний Хрест розгорнув 17 госпіталів, його лікарні і медичні пункти працювали у 8 містах на території Китаю. Крім того, були лікарні Радянського Червоного Хреста в Аддіс-Абебі (Ефіопія), в Тегерані (Іран), в Лахдарії (Алжир).
Червоний Хрест спільно з республіканськими санітарними установами та медичною громадськістю розпочинає відновлення мережі лікувальних закладів, а також лазень, оздоровчих закладів, їдалень. Вже на початку 1946 року в сільській місцевості функціонували 2 тисячі лікувальних закладів, десятки тисяч санітарних постів Червоного Хреста були створені на виробництвах підприємств, організована мережа дезінфекційних камер у містах і селах. Товариство Червоного Хреста України започатковує власну санітарну службу, у складі якої налічується 180 тисяч активістів. Завданням служби був контроль за гігієнічним станом водойм, ґрунтів, повітря.
У перші повоєнні роки сандружинниці Товариства допомагали одиноким солдатським вдовам, ветеранам-інвалідам по господарству, забезпечували їх продуктами, здійснювали медичне обслуговування. Створюються Будинки ветеранів війни та праці, клуби і медико-соціальні центри, геріатричні поліклініки Червоного Хреста для учасників війни.

Медико-санітарний гурток

Проводиться масова підготовка молоді, діяють підліткові медико-санітарні гуртки, відбуваються олімпіади, змагання сангостів, санітарні карнавали, місячники здоров’я та безпеки дорожнього руху, заохочування донорства та здорового способу життя.
У 1948 році під керівництво Червоного Хреста переходить Іванівський міжнародний школа-інтернат. За часи існування школи її закінчили понад 4 тисяч дітей з 75 країн світу. В інтернаті навчаються діти, які мігрували зі своїх країн через стихійні лиха, політичні конфлікти, національні, расові або релігійні гоніння. 
Важливою ланкою Радянського Червоного Хреста  в повоєнні роки є профілактична робота серед населення та підвищення рівня санітарної культури. У 50-60-ті роки у широких масштабах здійснюється підготовка санактиву. Це люди, які в санітарних гуртках набули знання з певної галузі медицини і надавали лікарням, поліклінікам допомогу з догляду за хворими вдома, охорони здоров’я дітей, профілактики інфекційних хвороб. Товариство створює ланку санітарних уповноважених, яка пізніше перетворилася на інституцію громадських санінспекторів з числа службовців, робітників, колгоспників. У вільний від роботи час вони проводили рейди, перевірялисанітарний стан цехів і ферм, підприємств громадського харчування, магазинів. Традицією стало проведення у містах і селах місячників, тижнів і днів здоров’я. В областях з’являються перші санагітмашини Товариства. Обладнані кіноустановками, магнітофонами, наочною агітацією, вони були популярні у сільській місцевості. Осередками санітарної культури стали кімнати здоров’я при житлово-експлуатаційних конторах. Ці кімнати дозволяють суттєво збільшити обслуговування самотніх хворих похилого віку за місцем проживання.
Патронажна служба милосердя Українського Червоного Хреста створена за ініціативою Товариства 1961 року. У 70-80 роках основна діяльність Товариства була спрямована на вдосконалення медико-соціальної діяльності осередків Червоного Хреста та пробудження громадської думки щодо подальшої гуманізації суспільних відносин.
Під час Чорнобильської катастрофи, уже у ввечері 26 квітня 1986 року, коли про вибух на атомній станції ще майже ніхто не знав, червонохресна санітарна дружина Бородянського екскаваторного заводу розселила у новозбудованих оселях перші десятки мешканців Прип’яті, які дісталися сюди самі, не чекаючи евакуації.
4 травня 1986 року санітарні дружини Червоного Хреста Макарівського району Київщини спільно з представниками сільських Рад провели подвірні обходи, аби знайти для переселенців тимчасові помешкання. Були складені повні списки евакуйованих і тих хто прийшли самі. Товариство надало евакуйованим грошову підтримку, виявили тих, хто потребував медичної допомоги. Червоний Хрест організовує піонерські табори, де перебуватимуть діти із зони відчуження. 
Для обслуговування мешканців забруднених районів Товариство виділило 213 сестер милосердя. Спільно з представниками Ліги Червоного Хреста та Червоного Півмісяця на Київщині та Житомирщині було проведено роботу з визначення ступеню ураження та обсягу необхідної допомоги. Голова Товариства І.Г. Усіченко очолював союзну комісію з реалізації програми допомоги населенню потерпілих областей.
Від Національних Товариств Червоного Хреста зі всього світу надійшло понад 4 тисячі тон гуманітарних вантажів. Також завдяки зусиллям Товариства Червоного Хреста України було зібрано і направлено до мешканців чорнобильської зони близько 2 тисяч тон екологічно чистих продуктів харчування. Червоний Хрест проводить діагностику стану здоров’я громадян, сприяє в направленні за кордон на лікування дітей що постраждали від наслідків Чорнобильської аварії. Українських дітей приймали на відпочинок табори Німеччини, Чехії, Словаччині, Люксембургу, Куби. 
За ініціативою Червоного Хреста України 1990 року починає діяти комплексна Чорнобильська програма, у рамках якої проведено більш ніж 240 тисяч дозиметричних обстежень у 70 населених пунктах. У Житомирській та Рівненській областях успішно діють пересувні діагностичні лабораторії Українського Червоного Хреста, за допомогою яких щороку обстежується до 30 тисяч жителів із радіаційно забруднених районів. Послідовно здійснюється соціально-психологічна підтримка постраждалих. Населення, особливо діти, забезпечуються полівітамінами, сухим молоком, медичними препаратами тощо.
У 1989 році Радянським Червоним Хрестом був сформований перший загін рятувальників-добровольців, до складу якого увійшли фахівці, що працювали в Вірменської РСР після землетрусу 1988 року. У 1990 на його основі була заснована Рятувальна служба Російського Червоного Хреста.